# Frække Frida og de frygtløse spioner
Frække Frida og de frygtløse spioner er en dansk film fra 1994, skrevet og instrueret af Søren Ole Christensen. Christensen baserede historien på en række børnebøger af Lykke Nielsen.
Musikken til filmen er skrevet og fremført af Søren Rasted og Claus Noreen som senere gik sammen med René Dif og Lene Nystrøm og i 1994 dannede de musikgruppen, Joyspeed (senere omdøbt til Aqua).

## Handling
Frække Frida er en lille, charmerende rødhåret pige, som sammen med hendes venner har en hemmelig klub de kalder ”De Frygtløse Spioner”, og ved et tilfælde opdager de, at den nærliggende fabrik er et stort svindelnummer. Fabrikkens mange sundhedsprodukter som er kendt over hele landet fra tv-reklamer, hvor i Gunnersen altid optræder, som supersælger og sundhedsprofet.
Frida og hendes venner sniger sig ind på fabrikken med et kamera og filmer fabrikkens svindel, men de bliver opdaget og så starter den vilde jagt på børnene.

## Medvirkende
- Anette Brandt – Frida
- Mathias Klenske – Adam
- Ida Kruse Hannibal – Desiré
- Gunilla Odsbøl – Amalie
- Arne Siemsen – Poul, Fridas far
- Charlotte Sieling – Jytte, Fridas mor
- Finn Nielsen – Richard Gunnersen
- Axel Strøbye – Carl, Fridas morfar
- Birgit Sadolin – Fridas mormor
- Jesper Klein – Parkbetjent
- Tom McEwan – Mr. Johnson
- Morten Suurballe – Mr. Goldbody
- Lisbet Lundquist – Nabokonen
- Paprika Steen – Lonni
- Søren Hytholm Jensen – Johnny
- Søren Steen – Spritter i park
- Le Münster-Swendsen – Veninde 1
- Birgit Thøt Jensen – Veninde 2
- Elsebeth Nielsen – Veninde 3
- Niels Weyde – Mand i park
- Frank Lundsgaard Gundersen – Betjent 1
- Henrik Lykkegaard – Betjent 2
- Wencke Barfoed – TV-journalist
- Pia Nissen – Model i TV-spot

## Soundtrack
Track titler
- De frygtløse spioner (Thomas Skovgaard)
- Nattens fe (Peter Smith)
- Frække Frida (Annette Brandt, Mathias Klenske, Gunilla Odsbøl & Ida Hannibal Kruse)
- Si-bab-rapper-di-åhh (Arne Siemsen, René Dif & Annette Brandt)
- Når jeg blir stor (Alice Søndergård & Annette Brandt)
- Gunnersen (Arne Siemsen)
- Godmorgen (Thomas Skovgaard)
- Den magiske kasse (Annette Brandt, Mathias Klenske, Gunilla Odsbøl & Ida Hannibal Kruse)
- Hele verden rundt (Alice Søndergård)
- Ønskebrønd (Peter Smith & Søren Rasted)
- Devil's child
- Flugten
- Si-bab-rapper-di-åhh (Dance Mix) (Arne Siemsen, René Dif & Annette Brandt)
- Frække Frida (Christine Havkrog)